# Chenistonia
Chenistonia is een geslacht van spinnen uit de familie van de Anamidae.
Chenistonia werd in 1901 beschreven door Hogg.

## Soorten
Chenistonia omvat de volgende soorten:
- Chenistonia boranup Main, 2012
- Chenistonia caeruleomontana (Raven, 1984)
- Chenistonia earthwatchorum (Raven, 1984)
- Chenistonia hickmani (Raven, 1984)
- Chenistonia maculata Hogg, 1901
- Chenistonia montana (Raven, 1984)
- Chenistonia trevallynia Hickman, 1926
- Chenistonia tropica (Raven, 1984)